# SN 1998M
SN 1998M – supernowa typu Ia odkryta 24 stycznia 1998 roku w galaktyce A113344+0405. W momencie odkrycia miała maksymalną jasność 23,30m.